# Bois de Païolive

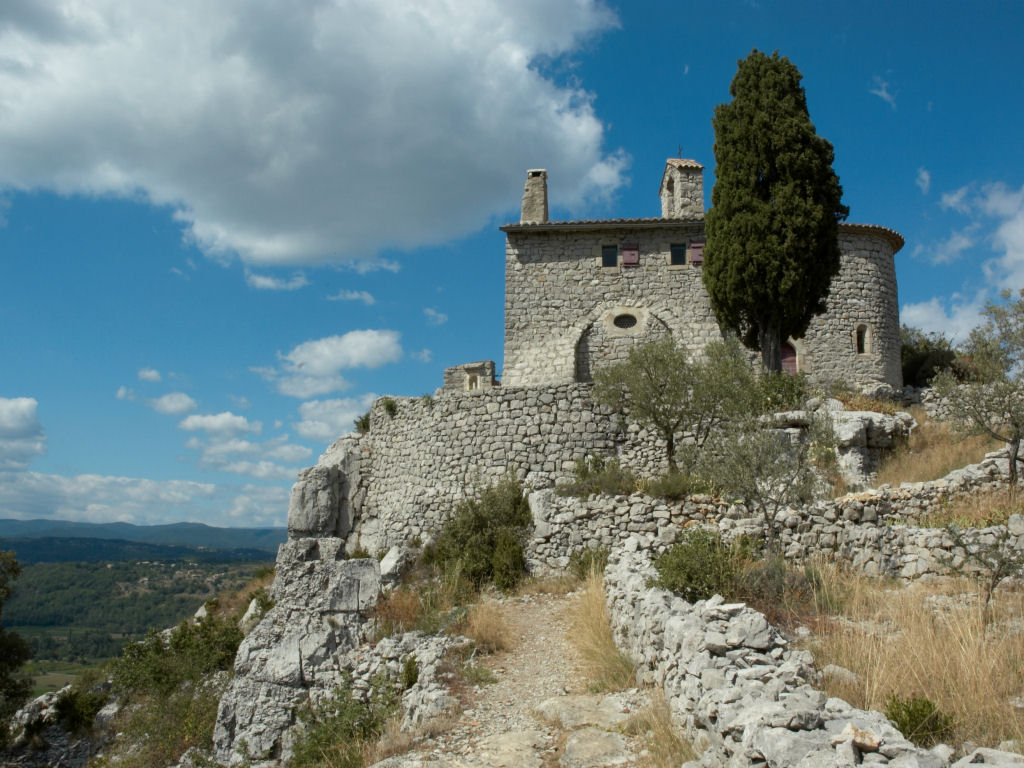
Ermitage St. Eugène im Bois de Païolive

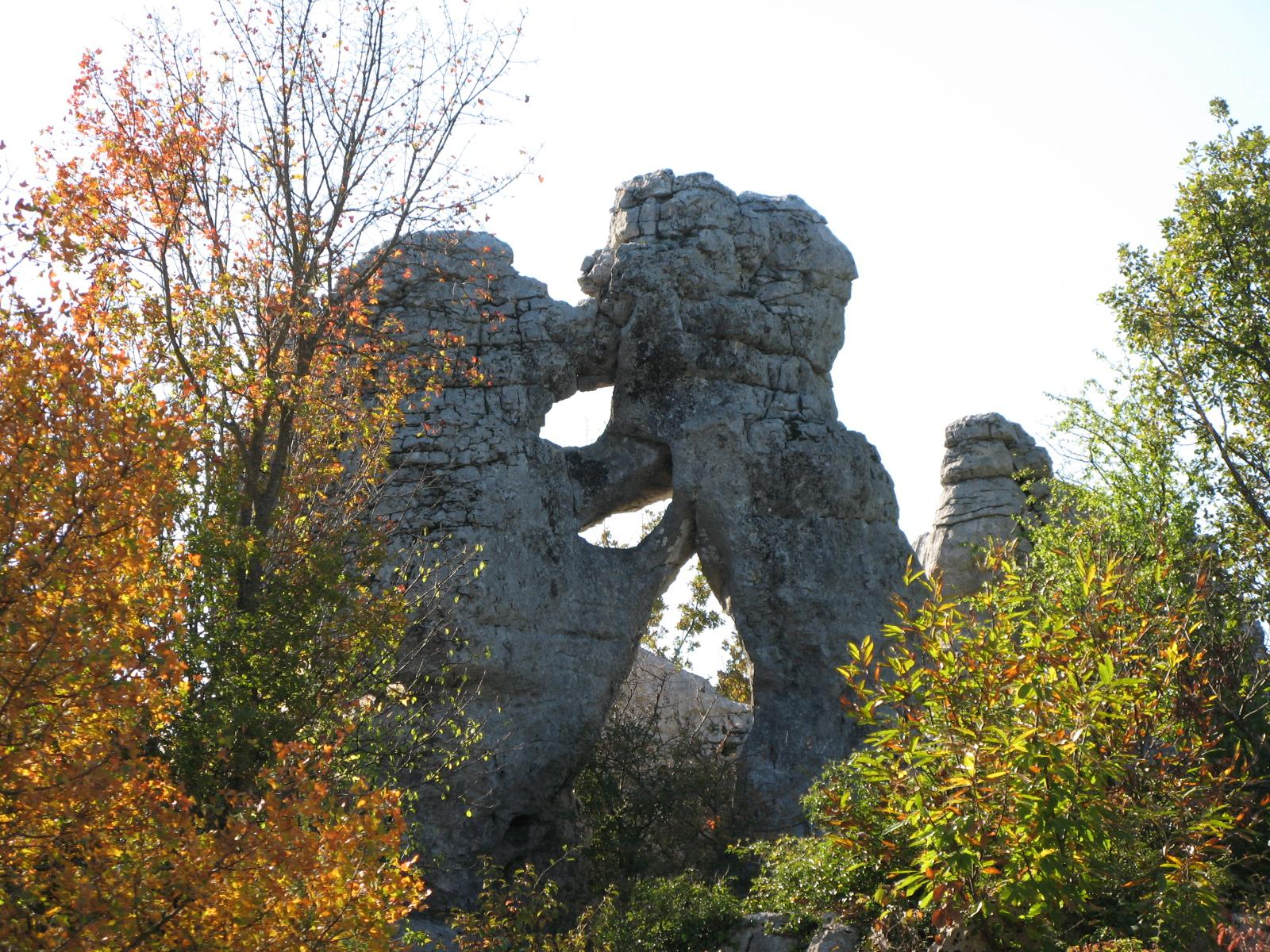
Gesteinsformation L’ours et le lion (dt. „Der Bär und der Löwe“)

Der Bois de Païolive ist ein Natura-2000-Schutzgebiet am östlichen Rand der französischen Cevennen mit außergewöhnlichen Gesteinsformationen. Das Gebiet liegt auf einem Karstplateau südlich des Flusses Chassezac auf dem Gebiet der Gemeinden Les Vans, Banne und Berrias-et-Casteljau.
Zahlreiche Wanderwege und Klettersteige sowie eine Kommunalstraße führen durch die Landschaft.
Im Bois de Païolive lebt ein Einsiedler, welcher täglich einen Gottesdienst abhält. Diese kleine Kirche ist öffentlich und liegt direkt an einem der vier Wanderwege im Bois de Païolive.